# Емперадор Карлос V (броненосен крайцер)
„Eмперадор Карлос V“ (на испански: Emperador Carlos V) e броненосен крайцер и боен кораб на испанския флот от началото на 20 век, построен в единствен екземпляр. Поради особеностите на бронирането си понякога е отнасян от специалистите към бронепалубните крайцери. До определена степен, корабът е развитие на идеите, заложени в италианските броненосци от тип „Италия“. Проектът не получава развитие.

## Конструкция

### Силова установка
Корабът е снабден с две парни машини с обща мощност до 15 000 конски сили. На ходовите изпитания е достигната скорост от 19 възела (при форсиране на котлите – до 20 възела), но в практическата си служба корабът не развива повече от 16 възела.
Достойнство на крайцера е огромния (1 800 тона) запас от въглища, който съществено увеличива радиуса му на действие. За Испания, чиито малко останали на брой колониални владения са отдалечени от метрополията, големият радиус на действие е значително преимущество.

### Брониране
Основната защита на кораба е черупковидната бронирана палуба, която достигала дебелина 165 милиметра. Палубата дава защита на цялата подводна част на кораба, като в центъра на корпуса се издига и над водолинията.
Отдолу под палубата има тънък и тесен броневи пояс, горната част на който достига нивото на бронираната балуба. Голяма част от пояса е под вода и дава защита само от подводни попадения. Дебелината му е едва 50 mm. Изграден е от 25 mm стоманени плочи, произведени от „Сименс“ поставени върху 25 mm хромникелови бронирани плочи.
Останалата част на корпуса, с изключение на артилерията, не е бронирана. Барбетите на главния калибър и казематите на средния калибър оръдия са разположени на горната палуба, а под тях до бронепалубата има голям незащитен участък уязвим за всякакви попадения.
Големия калибър е защитен от 248 mm брониран барбет, прикрит отгоре със 165 mm брониран купол, който се върти заедно с оръдията. Артилерията на средния калибър е в централния каземат, който има 50 mm бронеплочи.

### Въоръжение
Основното въоръжение на кораба са двете 280 mm 35 калиброви оръдия френско производство на фирмата „Кане“. Оръдията са с максимална далечина на стрелбата от 10 500 m, но скорострелността им била не повече от 1 изстрел в минута. Двете оръдия са в отделни бронирани барбетни установки – по едно на носа и кърмата.
Средният калибър са осем (по четири на борд) 140 mm скорострелни оръдия. Четири от оръдията са бронираните каземати на надстройката, останалите – на покрива на каземата зад бронирани щитове. Освен тях има и четири 100 mm и две 12 фунтови скорострелни оръдия, а също и картечници.

## Оценка на проекта
Независимо от цялата поредица удачни конструктивни решения крайцерът, като цяло, е по-скоро неуспешен за испанското корабостроене. Схемата му на защита е слаба за толкова голям кораб. Тя не защитава нито от снаряди с голям калибър (50 mm броня е смешна за тях), а и от скорострелната артилерия среден калибър, която с лекота ще унищожи небронираните обширни части на кораба и борд. Освен това има остаряло въоръжение. Единственото неоспоримо достойнство е големия радиус на действие.